# Vandenboschia radicans
Espèce
Vandenboschia radicans est une fougère de la famille des Hyménophyllacées.
Nom chinois : 南海瓶蕨

## Description
Cette espèce présente les caractéristiques suivantes :
- son rhizome est long, rampant, couvert de poils noirs ;
- il n'y a ni de frondes avortives, ni de fausses nervures ;
- le limbe, triangulaire, profondément divisé deux à trois fois, a entre 20 et 30 cm de long pour 10 à 15 cm de large ;
- les sores, plutôt à la base des segments latéraux, sont recouverts d'une indusie tubulaire à l'orifice bi-lobé.

## Distribution
Cette espèce est présente dans presque toutes les zones tropicales : Amérique (Bolivie, Brésil, équateur, Guatemala, Mexique, Nicaragua, Pérou et Caraïbe, dont Guyane et Antilles), Afrique (Kenya, Madagascar), Océanie et Asie (Chine, Japon).
Il s'agit d'une fougère principalement épiphyte des troncs d'arbre.

## Historique et position taxinomique
Vandenboschia radicans est l'espèce type du sous-genre Vandenboschia ainsi que du genre Vandeboschia.
Cette espèce a connu de nombreux reclassements. Elle est décrite une première fois en 1799 par Johannes Hedwig sous le nom de Trichomanes scandens, homonyme de Trichomanes scandens L.
En 1801, Olof Peter Swartz la renomme Trichomanes radicans pour lever l'homonymie.
En 1938, Edwin Bingham Copeland la reclasse dans le genre Vandenboschia qu'il vient de créer, son genre actuel.
En 1974, Conrad Vernon Morton la place dans la section Lacosteopsis du sous-genre Trichomanes du genre Trichomanes.
En 1985, Kunio Iwatsuki la reclasse dans le genre Crepidomanes : Crepidomanes radicans (Sw.) K.Iwats.
Enfin, en 2006, Atsushi Ebihara, Jean-Yves Dubuisson, Kunio Iwatsuki, Sabine Hennequin et Motomi Ito confirment le classement dans le genre Vandenboschia par Edwin Bingham Copeland et la placent dans le sous-genre Vandenboschia comme espèce représentative de ce sous-genre .
Elle a de ce fait et de son polymorphisme une synonymie assez importante :
- Crepidomanes radicans (Sw.) K.Iwats. ;
- Didymoglossum alatum Desv. ;
- Trichomanes andrewsii Newm. ;
- Trichomanes brevisetum R.Br. ;
- Trichomanes europaeum J.Sm. ;
- Trichomanes hibernicum Spreng. ;
- Trichomanes laetevirens Fée ;
- Trichomanes radicans Sw. ;
- Trichomanes rupestre var. laetevirens (Fée) Luetzelb. ;
- Trichomanes umbrosum Wall.

Du fait de son polymorphisme, certaines espèces lui ont été rendues synonymes, probablement à tort :
- Trichomanes brachyblastos Mett. ex Kuhn (par R.G.Stolze) - Espèce reconnue comme indépendante par Morton, au sous-genre indéterminé par Ebihara et Al.
- Trichomanes cuneiforme G.Forst. (par R.G.Stolze) : Voir Odontosoria chinensis
- Trichomanes speciosum Willd. (par Sodiro) : Voir Vandenboschia speciosa (Willd.) G.Kunkel
- Trichomanes venustum Desv. (par Zuloaga, F. O., O. Morrone, M. J. Belgrano, C. Marticorena & E. Marchesi, en 2008) : Voir Vandenboschia rupestris (Raddi) Ebihara & K.Iwats.

Les variétés reconnues, elles aussi, ont aussi eu des reclassements. Deux restent comme variétés de Vandeboschia radicans :
- Vandenboschia radicans var. abbreviata (Christ) Sa.Kurata (1961) - Japon (Synonymes : Lacosteopsis orientalis var. abbrieviata (Christ) Nakaike, Trichomanes japonicum var. abbreviatum Christ, Trichomanes orientale var. abbreviatum (Christ) Miyabe & Kudo)
- Vandenboschia radicans var. angustata (Christ) K.Iwats. (1958) - Japon (Synonymes : Lacosteopsis orientalis var. angustata (Christ) Nakaike, Trichomanes japonicum var. angustatum Christ)

Mais trois autres sont reclassées :
- Vandenboschia radicans var. naseana (Christ) H.Itô (1949) - Voir Vandenboschia naseana (Christ) Ching (Synonymes : Crepidomanes radicans var. naseanum (Christ) K.Iwats.,  Lacosteopsis orientalis var. naseana (Christ) Nakaike, Trichomanes naseanum Christ)
- Vandenboschia radicans var. nipponica (Nakai) H.Itô (1949) - Japon - Voir Vandenboschia nipponica (Nakai) Ebihara (Synonyme : Trichomanes nipponicum Nakai)
- Vandenboschia radicans var. orientalis (C.Chr.) H.Itô (1949) - Voir Vandenboschia orientalis (C.Chr.) Ching (Synonymes : Lacosteopsis orientalis (C.Chr.) Nakaike, Trichomanes orientale C.Chr., Trichomanes radicans var. orientalis (C.Chr.) Lellinger)

Enfin, des variétés de Trichomanes radicans pourraient être aussi des variétés de Vandenboschia radicans :
- Trichomanes radicans var. antillarum (Bosch) Proctor (synonyme : Trichomanes antillarum Bosch)
- Trichomanes radicans var. kunzeanum (Hook.) Duek & Lellinger (synonyme : Trichomanes kunzeanum Hook.)
- Trichomanes radicans var. mexicanum (Bosch) Lellinger (synonyme : Trichomanes mexicanum Bosch)
- Trichomanes radicans var. repens (Schott) A.Samp. (synonyme : Trichomanes repens Schott)

et par conséquent aussi :
- Trichomanes repens var. stipitatum J.W.Sturm